# Tropico 3
Tropico 3 é um jogo eletrônico de simulação para PC, desenvolvido pela Haemimont Gamese publicado pela Kalypso Media. O jogo tem uma grande ênfase em construção e desenvolvimento de cidade.
O jogo teve uma expansão para PC chamada Tropico 3: Absolute Power lançada em 2010 para o Microsoft Windows. Também foi lançada em 2010 para o Microsoft Windows uma nova versão chamada Tropico 3: Gold Edition que ínclui o jogo original e a expansão Tropico 3: Absolute Power.

## Jogabilidade
O jogador, no papel de "El Presidente", deve comandar a pequena ilha caribenha de Tropico. O jogo oferece vinte missões, cada uma com sua geografia, vantagens, dificuldades e objetivos em particular. O jogador tem a possibilidade de criar seu próprio líder, escolhendo desde seu corte de cabelo até como chegou ao poder, ou escolher um dos vários personagens fictícios e reais(como Fidel Castro, Che Guevara, Augusto Pinochet ou António de Oliveira Salazar), tudo isso acompanhado da trilha sonora latina do jogo.
Tropico 3 combina gerenciamento de cidades com uma imensa variedade de construções militares, residenciais, civis e transporte, e ainda com a tarefa de melhorar a economia falida da ilha. E para manter-se no poder o jogador deve satisfazer as necessidades e demandas dos grupos e o da população em geral, controlar os protestos, tentativas de revoluções e ganhar as eleições ou ignorar a democracia.
Tudo isso com humor que é possível encontrar desde os pensamentos dos habitantes, até os protestos anti-governistas da estação de rádio.